# Опсада Сирмијума
Опсада Сирмијума трајала је у периоду од 580. до 582. године. Ово је важан догађај за историју Балкана јер је пад ове значајне византијске тврђаве отворило Аварима и њиховим савезницима Словенима пут у средиште Полуострва.

## Увод
Након што је вековима био под контролом Гота и Гепида, Сирмијум 562. године пада у руке Византије. Отприлике у исто време се на овим просторима појављују Авари који покоравају мања племена и преузимају водећу улогу међу варварским снагама на северу Балкана. Године 568. предузимају први напад на Сирмијум, али су одбијени нападом византијског команданта Бонуса. Да би обезбедили мир са те стране, Византинци пристају на плаћање данка који је достигао висину од 80.000 солида.

## Опсада
Бајан, међутим, 580. године предузима напад на Сирмијум у намери да га освоји. Град је био релативно слабо брањен јер је већина византијских снага била ангажована на истоку, против Сасанидске Персије. Византијски цар Тиберије је покушао да са Аварима ступи у преговоре, али је каган захтевао предају града. Тиберије је био вољан да му за жену да једну од своје две кћери, али Бајан није пристајао.
Упркос слабој одбрани, град се опирао скоро три године, а након Тиберијеве смрти, управник града је пристао да Бајану преда град у замену за слободан пролаз. Авари су заиста поштедели становништво, али су задржали имовину града и 240.000 солида у замену за трогодишњи данак који им византијски цар није исплатио.